# Heptacometes
Els heptacometes (en llatí: heptacometae, en grec antic Ἐπτακομῆται) eren una tribu bàrbara dels mosinecs, a la costa oriental del Pont, que habitaven la regió de Mont Scoedises. Vivien de les castanyes i de la caça.
Des de les seves cases, que semblaven torres, atacaven i robaven als viatgers. Són esmentats per Estrabó i Esteve de Bizanci.